# Bahnstrecke Koblenz-Lützel–Mayen Ost
| Zug 1974 bei der Einfahrt in Mayen-Ost |                      |                                                                      |                                                                      |
| Verlauf der Bahnstrecke Koblenz-Lützel–Mayen Ost |                      |                                                                      |                                                                      |
| Streckennummer (DB): | 3015                 |                                                                      |                                                                      |
| Kursbuchstrecke (DB): | ehem. 603 (1983)     |                                                                      |                                                                      |
| Kursbuchstrecke: | 248m (1946)          |                                                                      |                                                                      |
| Streckenlänge: | 34,14 km             |                                                                      |                                                                      |
| Spurweite: | 1435 mm (Normalspur) |                                                                      |                                                                      |
| |                      |                                                                      |                                                                      |
| \| \| \| Eifelquerbahn von Daun \| \| \| \| 34,140 \| Mayen Ost \| Mayen Ost \| \| \| \| Eifelquerbahn nach Andernach \| \| \| \| \| B 262 \| \| \| \| 31,500 \| Hausen (b Mayen) \| Hausen (b Mayen) \| \| \| \| Nette-Viadukt (115 m) \| \| \| \| 30,10 \| Tunnel Hausen II (253 m) \| Tunnel Hausen II (253 m) \| \| \| \| Lehnen Viadukt (82 m) \| \| \| \| 29,40 \| Tunnel Hausen I (499 m) \| Tunnel Hausen I (499 m) \| \| \| 28,450 \| Nettesürsch \| Nettesürsch \| \| \| \| A 48 \| \| \| \| \| ehem. Strecke von Münstermaifeld \| \| \| \| 26,044 \| Polch \| Polch \| \| \| 21,640 \| Kerben \| Kerben \| \| \| \| A 48 \| \| \| \| 15,887 \| Ochtendung \| Ochtendung \| \| \| 9,738 \| Bassenheim \| Bassenheim \| \| \| \| A 61 \| \| \| \| \| A 48 \| \| \| \| 6,277 \| Koblenz-Rübenach \| Koblenz-Rübenach \| \| \| 3,000 \| Koblenz-Metternich \| Koblenz-Metternich \| \| \| 2,2001,700 \| Kilometersprung nach Neutrassierung \| Kilometersprung nach Neutrassierung \| \| \| \| (Neutrassierung seit ???) \| \| \| \| \| B 9 \| \| \| \| \| \| \| \| \| \| Strecke von Neuwied, Linke Rheinstrecke von Andernach \| \| \| \| \| \| \| \| \| 0,000 \| Koblenz-Lützel Nord (DB Museum) \| Koblenz-Lützel Nord (DB Museum) \| \| \| \| (ehem. Trasse bis ???) \| \| \| \| 0,000 \| Koblenz-Lützel \| Koblenz-Lützel \| \| \| \| \| \| \| \| \| Güterstrecke nach Koblenz Mosel, Linke Rheinstrecke nach Koblenz Hbf \| \| \| \| \| \| \| \| Quellen: [1] \| \| \| \| |                      |                                                                      |                                                                      |
| |                      | Eifelquerbahn von Daun                                               |                                                                      |
| Bahnhof | 34,140               | Mayen Ost                                                            | Mayen Ost                                                            |
| Abzweig ehemals geradeaus und nach links |                      | Eifelquerbahn nach Andernach                                         | Eifelquerbahn nach Andernach                                         |
| Strecke mit Straßenbrücke (Strecke außer Betrieb) |                      | B 262                                                                | B 262                                                                |
| Haltepunkt / Haltestelle (Strecke außer Betrieb) | 31,500               | Hausen (b Mayen)                                                     | Hausen (b Mayen)                                                     |
| Brücke über Wasserlauf (Strecke außer Betrieb) |                      | Nette-Viadukt (115 m)                                                | Nette-Viadukt (115 m)                                                |
| Tunnel (Strecke außer Betrieb) | 30,10                | Tunnel Hausen II (253 m)                                             | Tunnel Hausen II (253 m)                                             |
| Brücke (Strecke außer Betrieb) |                      | Lehnen Viadukt (82 m)                                                | Lehnen Viadukt (82 m)                                                |
| Tunnel (Strecke außer Betrieb) | 29,40                | Tunnel Hausen I (499 m)                                              | Tunnel Hausen I (499 m)                                              |
| Haltepunkt / Haltestelle (Strecke außer Betrieb) | 28,450               | Nettesürsch                                                          | Nettesürsch                                                          |
| Strecke mit Straßenbrücke (Strecke außer Betrieb) |                      | A 48                                                                 | A 48                                                                 |
| Abzweig geradeaus und von rechts (Strecke außer Betrieb) |                      | ehem. Strecke von Münstermaifeld                                     | ehem. Strecke von Münstermaifeld                                     |
| Bahnhof (Strecke außer Betrieb) | 26,044               | Polch                                                                | Polch                                                                |
| Bahnhof (Strecke außer Betrieb) | 21,640               | Kerben                                                               | Kerben                                                               |
| Strecke mit Straßenbrücke (Strecke außer Betrieb) |                      | A 48                                                                 | A 48                                                                 |
| Bahnhof (Strecke außer Betrieb) | 15,887               | Ochtendung                                                           | Ochtendung                                                           |
| Bahnhof (Strecke außer Betrieb) | 9,738                | Bassenheim                                                           | Bassenheim                                                           |
| Brücke (Strecke außer Betrieb) |                      | A 61                                                                 | A 61                                                                 |
| Strecke mit Straßenbrücke (Strecke außer Betrieb) |                      | A 48                                                                 | A 48                                                                 |
| Bahnhof (Strecke außer Betrieb) | 6,277                | Koblenz-Rübenach                                                     | Koblenz-Rübenach                                                     |
| Bahnhof (Strecke außer Betrieb) | 3,000                | Koblenz-Metternich                                                   | Koblenz-Metternich                                                   |
| Kilometer-Wechsel (Strecke außer Betrieb) | 2,2001,700           | Kilometersprung nach Neutrassierung                                  | Kilometersprung nach Neutrassierung                                  |
| Verschwenkung von links (Strecke außer Betrieb) · Verschwenkung von rechts (Strecke außer Betrieb) |                      | (Neutrassierung seit ???)                                            | (Neutrassierung seit ???)                                            |
| Strecke (außer Betrieb) · Brücke (Strecke außer Betrieb) |                      | B 9                                                                  | B 9                                                                  |
| |                      |                                                                      |                                                                      |
| Strecke (außer Betrieb) · Abzweig ehemals geradeaus und von links |                      | Strecke von Neuwied, Linke Rheinstrecke von Andernach                | Strecke von Neuwied, Linke Rheinstrecke von Andernach                |
| |                      |                                                                      |                                                                      |
| Strecke (außer Betrieb) · Dienststation / Betriebs- oder Güterbahnhof | 0,000                | Koblenz-Lützel Nord (DB Museum)                                      | Koblenz-Lützel Nord (DB Museum)                                      |
| Verschwenkung nach links (Strecke außer Betrieb) · Verschwenkung nach rechts |                      | (ehem. Trasse bis ???)                                               | (ehem. Trasse bis ???)                                               |
| Bahnhof | 0,000                | Koblenz-Lützel                                                       | Koblenz-Lützel                                                       |
| |                      |                                                                      |                                                                      |
| Strecke |                      | Güterstrecke nach Koblenz Mosel, Linke Rheinstrecke nach Koblenz Hbf | Güterstrecke nach Koblenz Mosel, Linke Rheinstrecke nach Koblenz Hbf |
| |                      |                                                                      |                                                                      |
| Quellen: |                      |                                                                      |                                                                      |

Die Bahnstrecke Koblenz-Lützel–Mayen Ost war eine eingleisige, nicht elektrifizierte Nebenbahn in Rheinland-Pfalz.

## Geschichte

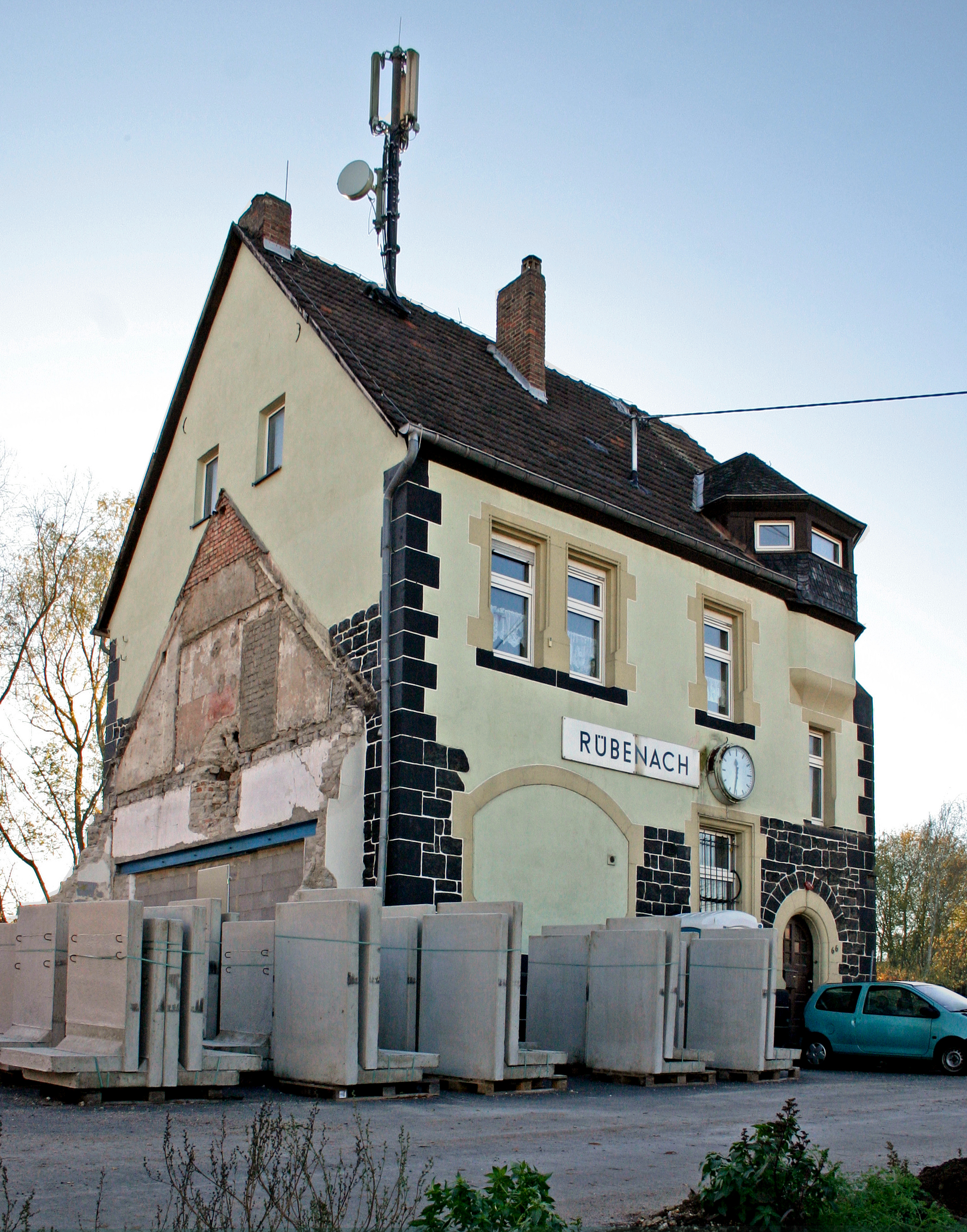
Ehemaliges Empfangsgebäude des Bahnhofs Koblenz-Rübenach, 2018

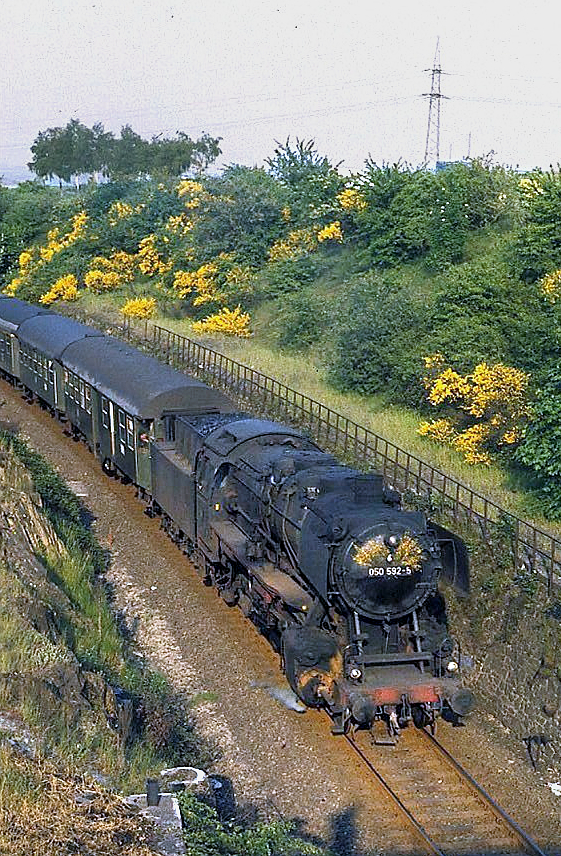
Kurz vor Mayen-Ost um 1975

Bereits im März 1890 versuchte ein Koblenzer Unternehmen, eine Konzession für eine Eisenbahnstrecke von Kobern-Gondorf über Münstermaifeld und Polch nach Mayen zu erhalten, dies blieb aber erfolglos. 1892 planten sowohl die Brohltalbahn als auch Lenz & Co. den Bau einer Bahnlinie von Koblenz nach Mayen. Das Unternehmen Lenz & Co., welches den Zuschlag erhielt, hatte bereits mit Vorarbeiten begonnen, als auf Weisung des Kriegsministeriums die Strecke auch für Militärzüge ausgebaut werden sollte. Lenz & Co. verloren daraufhin das Interesse, so dass am 25. Mai 1900 die Preußischen Staatseisenbahnen die Konzession für die Bahnstrecke von Lützel über Polch nach Mayen Ost bekamen.
Bereits am 1. Oktober 1904 konnte der Streckenabschnitt Koblenz-Lützel–Polch feierlich eröffnet werden. Der Abschnitt bis Mayen Ost, der ursprünglich am selben Tag eingeweiht werden sollte, konnte wegen eines Erdrutsches am 30. September 1904 erst am 12. November 1904 in Betrieb gehen. 1916 erhielt auch Münstermaifeld mit der Strecke Polch–Münstermaifeld einen Bahnanschluss.
Schon in den 1970er Jahren wurde der Abschnitt Polch–Mayen Ost wegen Oberbauschäden und des schlechten Zustands der beiden Hausener Viadukte für den Güterverkehr gesperrt. Nach der Einstellung des Personenverkehrs auf der Gesamtstrecke am 9. Dezember 1983 und dem gleichzeitigen Ende des Güterverkehrs zwischen Kerben und Mayen blieb nur ein Restgüterverkehr von Koblenz bis Kerben (bis 30. Juli 1988) bzw. Ochtendung (bis 2000), wo noch ein Steinbruch bedient wurde, erhalten. Die offizielle Stilllegung erfolgte am 15. September 2003.
2019 existierten noch die Gleise von der ausgebauten Weiche an der linken Rheinstrecke bis zum Bahnhof Bassenheim. Auf der restlichen Strecke verläuft ein Bahntrassenradweg (Maifeld-Radweg). Im Jahr 2008 wurde der Verein Bahn-Initiative Koblenz-Ochtendung e. V. mit dem Ziel der Reaktivierung der Reststrecke gegründet.
Im März 2012 beantragte die DB Netz die Freistellung von Bahnbetriebszwecken des Abschnitts von Kilometer 10,05 (Kreuzung Kreisstraße 66 in Bassenheim) bis Kilometer 33,17.

## Planungen
Der Zweckverband SPNV Nord lässt 2024 eine Nutzen-Kosten-Untersuchung zur Reaktivierung des Streckenabschnittes Koblenz – Bassenheim durchführen.